# 에이브 (기업)
에이브(Aeve)는 화장품, 즉석제조기 및 소량생산기 등 자동회기기를 생산, 공급하는 대한민국의 기업이다. 본사는 서울특별시 금천구 가산디지털단지에 위치해 있다. 에이브의 대표이사는 이치헌이며, 원터치 자동화 공정으로 화장품을 즉석에서 생산하는 즉석제조 자동화기기 및 소량생산기를 2013년 9월 세계 최초로 출시한 벤처기업이다.

## 역사
2009년 8월에 주식회사 에이브화장품으로 설립하고 기업부설연구소를 등록.
2010년 (주)에이브로 사명을 바꾸고, 자본금을 유상 증자하였으며, ISO 9001 인증과 공장 등록을 마쳤다. 2011년 벤처기업 인증을 받고, 2012년 '소비자 맞춤형 화장품 제조방법' 미국특허를 출원하였다.
2013년 매장용 즉석 제조기 'AV-100A'를 출시하였고, '2013 대한민국 뷰티박람회'와 '오송화장품뷰티세계박람회'에 참가하여 처음 소개하였다. '일회용 혼합용기'와, '화장품 즉석 제조기' 특허 등록과 PCT 국제출원을 마쳤다.

## 제품
에이브은 화장품 즉석제조기 분야의 첫 브랜드이며, 세계 최초로 자동화 공정으로 현장에서 즉석 제조하는 화장품 제조기를 선보였다.
에이브에서 출시하는 제품은 다음과 같다.
- 즉석제조기
  - 매장용 즉석제조기[깨진 링크(과거 내용 찾기)] (AV-100A)
  - 자판기형 즉석제조기[깨진 링크(과거 내용 찾기)] (AV-100E)
- 소량생산기
  - 공장용 소량생산기[깨진 링크(과거 내용 찾기)] (AV-100F)

## 생산 공장
- 가산디지털 에이브 공장
- 부천 오투이노베이션 공장